# Полтавско-Кременчугская операция
Полтавско-Кременчугская операция — фронтовая наступательная операция советских войск в Великой Отечественной войне, проведённая 26 августа — 30 сентября 1943 года. Составная часть Черниговско-Полтавской стратегической операции — первого этапа битвы за Днепр. Проводилась войсками Степного фронта под командованием генерала армии И. С. Конева. Итогами операции стали освобождение Полтавы, Кременчуга и захват плацдармов на правом берегу Днепра.

## Предшествующие события и план операции
После поражения в Курской битве немецкие войска оставили всякую надежду перехватить инициативу.
Гитлер понимал, что его войска не смогут сдерживать советское наступление. С целью выигрыша времени он приказал построить прочную линию обороны, в которой главное внимание уделялось естественным препятствиям, из которых важнейшими были большие реки. Особое значение германское командование придавало линии защиты на Днепре, которую оно считало основой так называемого «восточного вала».
С советской стороны, Ставка Верховного Главнокомандования стремилась максимально использовать победу в Курской битве. Войскам предстояло развернуть наступление на фронте от Великих Лук до Азовского моря, в том числе войскам Центрального, Воронежского и Степного фронтов ставилась задача освободить Левобережную Украину, наступая на фронте от Черкасс до Полтавы, выйти к Днепру, форсировать его и захватить плацдармы на правом берегу реки, создав условия для освобождения Правобережной Украины.

## Силы сторон

### СССР
Степной фронт (командующий генерал армии И. С. Конев):
- 37-я армия (6 сентября из резерва Ставки, генерал М. Н. Шарохин)
- 5-я гвардейская армия (получена 6 сентября из Воронежского фронта, генерал А. С. Жадов)
- 7-я гвардейская армия (генерал М. С. Шумилов)
- 53-я армия (генерал И. М. Манагаров)
- 69-я армия (генерал В. Д. Крючёнкин)
- 5-я воздушная армия (генерал-лейтенант авиации С. К. Горюнов)

Вместе: 30 стрелковых, 2 механизированных дивизии, 2 танковых корпуса и 3 отдельные танковые бригады. Общая численность войск фронта составляла 336 200 человек.
Фронт входил в операцию с ходу, без подготовки и перегруппировки. 19 июля Степной фронт был введён в контрнаступление на Белгородском-Харьковском направлении. В ходе контрнаступления войска фронта преодолели глубоко эшелонированную оборону противника, овладели Белгородом и 23 августа взяли штурмом Харьков.

### Германия
- 1-я танковая армия (генерал кавалерии Эберхард фон Макензен)
- 8-я полевая армия (генерал пехоты Отто Велер)

Всего: до 20 дивизий, в том числе 3 танковые.
Общее превосходство сил было на стороне Красной Армии. Советские войска превосходили противника по личному составу в 2,1 раза, в самолётах — в 1,4 раза, в орудиях и миномётах — в 4 раза, по танкам силы были примерно равны. В ходе сражения обе стороны непрерывно наращивали силы.

## Наступление Степного фронта к Днепру
После освобождения Харькова перед войсками Степного фронта была поставлена задача нанести удары в направлении Полтавы, Кременчуга, Краснограда и Верхнеднепровска, выйти на среднее течение Днепра, форсировать его и обеспечить плацдармы для развертывания сил на Правобережной Украине.
Первая задача фронта состояла в овладении железнодорожным узлом Мерефа, который открывал путь для быстрого наступления 57-й и 7-й гвардейской армий к Днепру. Наступление 7-й гвардейской армии генерала Шумилова, в задачу которой входило овладеть Мерефой, развивалось медленно. Пять дней армия вела тяжёлые бои за преодоление оборудованной на рубеже реки Уды обороны противника, который оказывал ожесточённое сопротивление. Только 5 сентября войскам армии удалось освободить город.
Разгром немцев под Харьковом и Мерефой открыл войскам фронта путь на Полтаву и далее к Днепру. А успешное наступление соседних фронтов вынудило врага к отступлению на всей Левобережной Украине.
В соответствием с изменениями обстановки 6 сентября были внесены изменения в директиву Ставки ВГК: уточнённое задание Степного фронта состояло в том, чтобы быстрым наступлением в общем направлении на Полтаву и Кременчуг не позволить противнику создать устойчивый фронт, разгромить его полтавскую и кременчугскую группировки.
Впереди была борьба с сильной полтавской группировкой 8-й армии немцев. В направлении Полтавы и Кременчуга под ударами Степного фронта отступала крупнейшая группировка 8-й армии, состоявшая из 3-го, 47-го танковых и 11-го армейского корпусов.
Прикрываясь арьергардами, войска Вермахта при уходе оставляли отдельные группы на высотах, в населенных пунктах и на узлах дорог, стремились помешать наступлению советских войск, вывести свои главные силы из-под удара и сохранить переправы до полного отхода войск.

## Освобождение Полтавы
Полтава была обустроена как мощный узел обороны, который был связующим звеном оборонительных рубежей и опорных пунктов на Левобережной Украине с целью задержать наступление советских войск.
По мере приближения войск советского Степного фронта к городу сопротивление 8-й немецкой армии росло. На направление главного удара немецкое командование выдвинуло из резерва свежие части 106-й пехотной дивизии, 2-й танковой дивизии СС «Рейх» и другие. На полтавском направлении гитлеровцы широко применяли заграждения, создавали минные поля и другие препятствия и часто переходили в контратаки. Гарнизон Полтавы был увеличен вдвое. Вдоль правого берега Ворсклы были подготовлены стационарные позиции. Вокруг города были сооружены инженерные укрепления. В городе каменные здания были приспособлены к круговой обороне, создана система артиллерийского и миномётного огня, которая прикрывала подступы к реке. Все мосты и переправы на реке были взорваны.
Правое крыло фронта — 5-я гвардейская армия и 53-я армия обходили Полтаву с севера и юга с задачей овладеть городом. В центре фронта в направлении Кобеляк наступали войска 69-й и 7-й гвардейской армий. Войска 57-й и 46-й армий — левое крыло фронта — преследовали противника в направлении Днепропетровска.
Войска 53-й армии на конец суток 21 сентября на всём своём фронте вышли на восточный берег Ворсклы. Одновременно с 53-й армией к реке вышли войска 5-й гвардейской армии. Однако с ходу овладеть Полтавой не удалось — необходимо было форсировать Ворсклу и преодолеть развитую систему обороны врага у самой реки на её правом берегу.
На рассвете 22 сентября войска 5-й гвардейской и 53-й армий начали подготовку к форсированию Ворсклы. К семи часам на правый берег переправились части 9-й гвардейской воздушно-десантной, 95-й, 97-й и 13-й гвардейских стрелковых дивизий 5-й гвардейской армии.
Одновременно через Ворсклу переправились части 214-й, 233-й и 299-й, а за ними — 84-й, 375-й и 116-й стрелковых дивизий 53-й армии. Войска 53-й армии, преодолевая сопротивление противника, несмотря на сильный артиллерийский, миномётный и пулемётный огонь, атаковали вражеские позиции на правом берегу Ворсклы. К вечеру 22 сентября части 53-й армии овладели правым берегом реки на участке Черов, Климовка, Восточная Козуба и продолжали теснить противника в западном направлении. Первыми в город прорвались разведчики 95-й гвардейской и 84-й стрелковой дивизий, за ними — специально подготовленные штурмовые отряды 95-й гвардейской, 84-й стрелковой и 9-й гвардейской воздушно-десантной дивизии. В упорных уличных боях части этих дивизий к утру 23 сентября очистили Полтаву от немецко-фашистских захватчиков.

## Наступление на Кременчуг
После взятия советскими войсками Полтавы полтавская группировка немцев начала отход к переправам через Днепр в районе Кременчуга. Сюда же отходили немецкие дивизии и с других направлений. Кременчуг был важным узлом коммуникаций на левом берегу Днепра, и после освобождения Харькова и Полтавы немцы всеми силами старались удержать переправы и плацдарм, которые обеспечивали отвод их войск за Днепр. Кременчугский предмостный плацдарм был оборудован по всем правилам военно-инженерной науки. На ближайших подступах к Кременчугу были отрыты противотанковые рвы, оборудованы эскарпы, установлены проволочные заграждения и минные поля. Среди сил, оборонявших плацдарм и обеспечивавших отступление войск на правый берег, следует выделить дивизию «Великая Германия» и дивизию СС «Рейх».
В это время силы Степного фронта энергично развивали преследование отступающего противника с целью 24-25 сентября завладеть переправами на Днепре и обеспечить его форсирование. Форсирование Днепра было намечено на фронте 130 км.
5-я гвардейская армия наносила удар в направлении на Решетиловку в обход Полтавы с севера. Её передовые отряды 24-29 сентября должны были выйти к Днепру в районе Кременчуга. Пятьдесят третья армия, обходя Полтаву с юга, преследовала противника в общем направлении на Кашубовку, Кобы. 24 сентября армия передовыми отрядами должна была овладеть переправами на Днепре в районе Садки и Чикаловка. 69-я армия наступала в направлении Бреусовка. 7-я гвардейская армия имела задачу выйти к Днепру в районе Переволочна, Бородаевка, Старый Орлик и захватить плацдармы на правом берегу реки. 57-я армия, развивая наступление в направлении Шульговка, 23 сентября должна была овладеть переправами в районе Пушкаревка и захватить плацдарм на правом берегу Днепра. Сорок шестая армия развивала наступление в общем направлении на Днепродзержинск, Софиевку и Чаплинку. Она должна была овладеть переправами в районе поселка Аулы, Днепродзержинска и захватить плацдарм на участке Мироновка, Благовещенка. 37-я армия, находясь во втором эшелоне фронта, была в полной готовности войти в бой. Части и соединения 37-й армии должны были форсировать Днепр в центре полосы фронта.
До 28 сентября войска 5-й гвардейской и 53-й армий, преследуя отступающие немецкие войска, уничтожая их живую силу и технику, подошли к Кременчугу. Противник оказывал ожесточенное сопротивление. Атаковав Кременчуг по всем направлениям одновременно, советские войска вклинились в оборону противника и уничтожили вражеские плацдармы по частям. В течение двух дней боев 28 и 29 сентября войска 5-й и 53-й армий полностью очистили Кременчуг от врага.

## Дальнейшие события
Директивой Ставки ВГК от 29 сентября 1943 Степному фронту предназначалось нанести главный удар в общем направлении на Черкассы, Новоукраинку, Вознесенск с задачей разгрома кировоградской группировки немцев. Левым крылом фронта предписывалось наступать в направлении Пятихаток и Кривого Рога с целью выхода на тылы днепропетровской группировки противника.